# Йожеф Коллер (історик)
Йожеф Надьманяї Коллер (нар. 16 грудня 1745, Хуст — пом. 2 вересня 1832, Печ) — римо-католицький священник, архівіст, директор бібліотеки, великий протоієрей, історик церкви.

## Життєпис
Почав навчання у Братиславі. Вивчав філософію і право в Надьшомбаті, а в 1762 році він став богословом у Печі. У 1762 році за пропозицією Дьордя Клімо був переведений до Печської єпархії, де продовжив навчання. У 1764 році склав іспит у Печській базиліці. У 1764 році продовжив богословські студії у Відні. У 1766 році поїхав до Риму, де збирав дані для історії Печського єпископства.
У 1767 році був висвячений на ієрея в Братиславі, а в 1769 році він став священником. З 1771 року стає викладачем богослов'я. У 1772 році призначений керівником бібліотеки Печської єпархії. 1773 року призначений радником Святого Престолу. У 1775 році він став каноніком у Печі. У 1792–1811 роках був послом до парламенту. У 1795 році став проректором. У 1803 році призначений протоієреєм. 1824 року став заступником єпископа Печського Юзефа Кіраї.

## Його праці
- Historia Episcopatus Quinquecclesiensis (I–VII. Posonii, 1782–1812).
- De sacra regni Hungariae corona commentarius (Печ, 1800).
- Prolegomena in historiam episcopatus Quinqueecclesiarum (Бостон, 1804).
- Littera pastoralis (Печ, 1826).
- Листування між Самуелем Секелі Добі та Йожефом Коллером; упорядник Еніко Генч; PPKE BTK, Пілішчаба, 2016 (Літературна майстерня Pázmány. Джерела)